# Eltien Krijthe

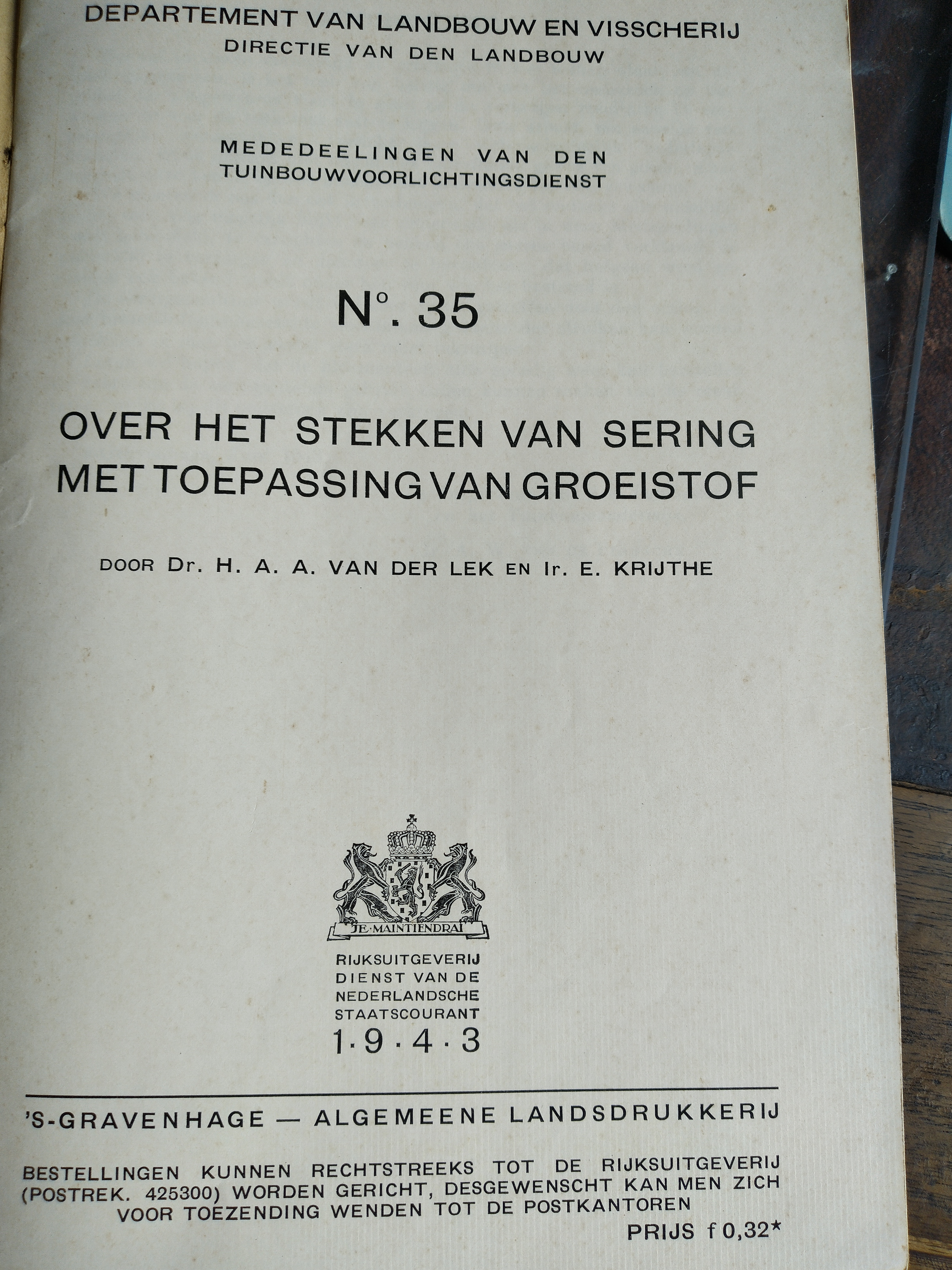
Publicatie van Eltien Krijthe, juni 1943. Laboratorium voor Tuinbouwplantenteelt, Wageningen

Eltien Krijthe (Loosduinen, 23 juni 1909 – Ravensbrück, 4 maart 1945) was een Nederlandse verzetsstrijder in de Tweede Wereldoorlog. Zij bood samen met haar tweelingzus onderdak aan joodse onderduikers en werd daarom aangehouden.

## Levensloop

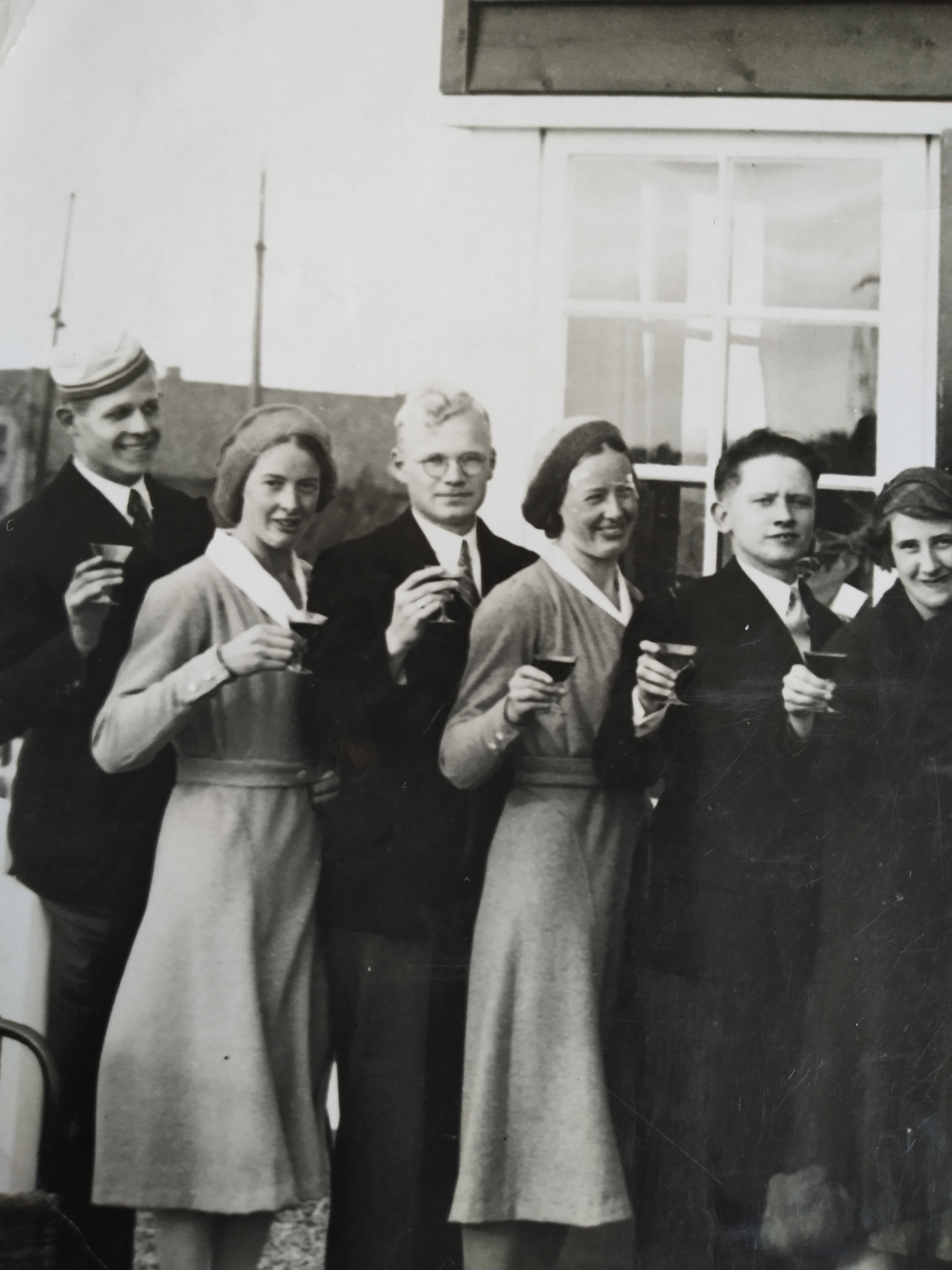
Eltien en Neeltje Krijthe tijdens de studententijd op roeivereniging Argo, Wageningen, in 1931 bij de opening van het nieuwe botenhuis aan het havenkanaal

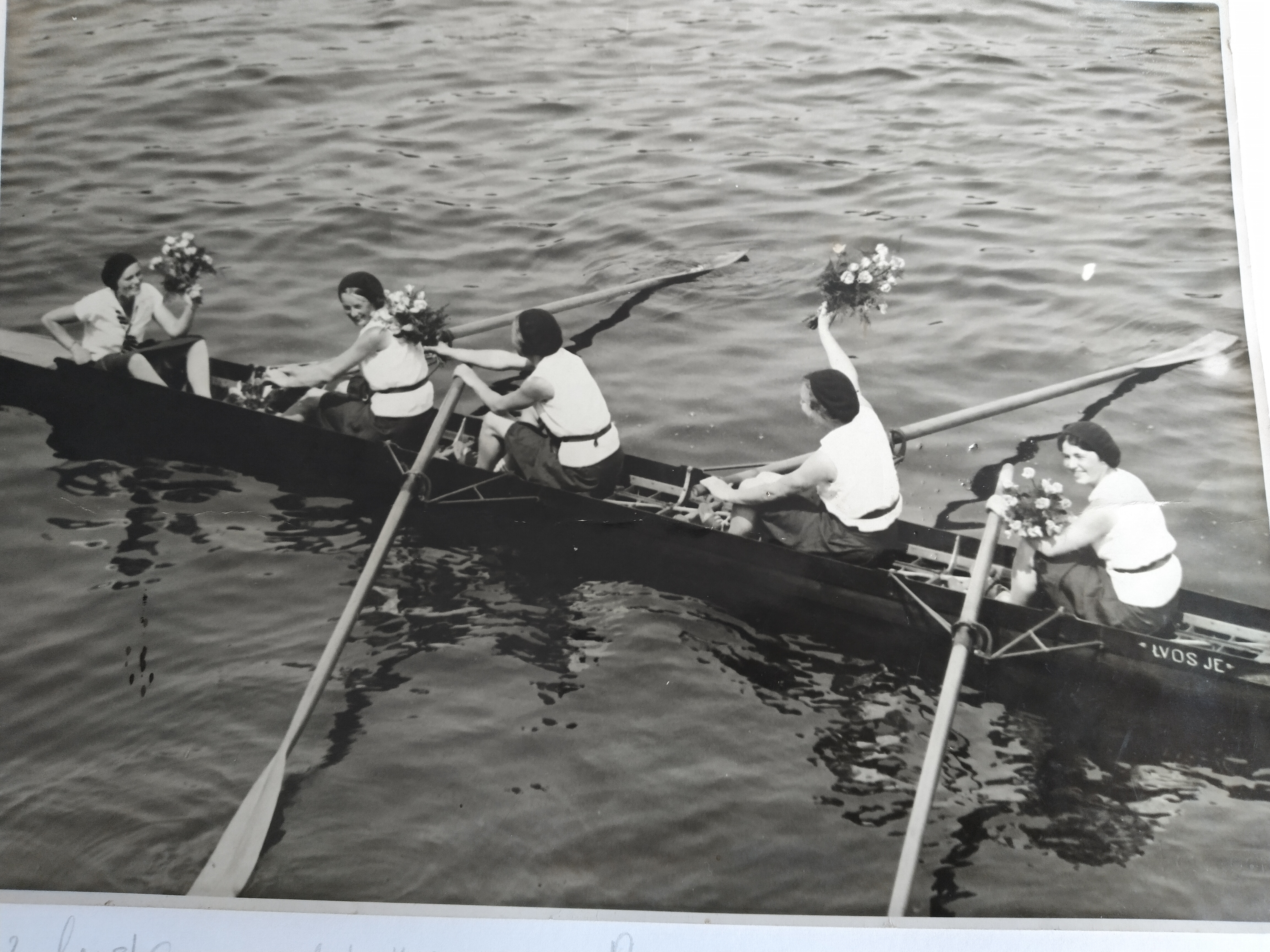
Eltien op slag en Neeltje daarachter in Amsterdam, 1932

Eltien en haar tweelingzus Neeltje werden geboren in een gezin van vier kinderen. Ze hadden een oudere broer en een jongere zus. Vader Jan Krijthe was directeur van een openbare school. Eltien en Neeltje Krijthe woonden vanaf november 1927 in de bovenwoning in het voormalige veerhuis de Wolfswaard in Wageningen. Beide zussen studeerden aan de Landbouwhogeschool. Beide waren actieve en succesvolle roeisters in het zogenaamde snelstijlroeien. Na hun afstuderen in 1934 bleven zij werkzaam aan de hogeschool en specialiseerden zich in landbouwkundig onderzoek.
Op 10 mei 1940 werd Wageningen wegens de Duitse inval geëvacueerd. De zussen-Krijthe weken uit naar hun ouders die sinds april 1939 in Bennekom woonden. Na de capitulatie keerden zij terug naar de Wolfswaard. Vanaf november 1942 vonden de joodse broer en zus Theodoor en Marie Stoppelman onderdak bij de zussen-Krijthe. Als er gevaar dreigde werden de Stoppelmans ondergebracht bij de ouders-Krijthe in Bennekom.
Zwaantje Bosman, eigenaar van de Wolfswaard, en haar zoon Jan van Roekel, raakten al vroeg in de oorlog betrokken bij het verzet. De Wolfswaard groeide uit tot het hoofdkwartier van de OD-groep waar Van Roekel leiding aan gaf. De zussen-Krijthe vroegen regelmatig aan Van Roekel om toch voorzichtig te zijn en een andere uitvalsbasis te kiezen. Hun zorg bleek terecht, want de Sicherheitsdienst kreeg de Wolfswaard in mei 1944 in het vizier door de arrestatie van drie Wageningers, die een doos met radio-onderdelen bij zich hadden. Een van de arrestanten was betrokken bij een illegale zender die in de Wolfswaard was gestationeerd. In de ochtend van 20 mei 1944 volgde er een inval waarbij de zussen-Krijthe en hun twee joodse onderduikers werden opgepakt. Zij werden meegenomen naar het Huis van Bewaring in Arnhem. Op 24 mei werden Eltien en Neeltje Krijthe overgebracht naar Kamp Vught, waar zij werk vonden bij het zogeheten Philipscommando.
Wegens de oprukkende geallieerden werd Kamp Vught op 5 en 6 september 1944 geëvacueerd. Op 9 september 1944 arriveerden de zussen Krijthe in Ravensbrück. Vandaar uit werd Neeltje Krijthe overgebracht naar een buitenkamp in Groß-Rosen. Zij werd verschillende keren overgeplaatst, maar overleefde de oorlog. Eltien Krijthe was ziek en bleef aanvankelijk achter in Ravensbrück. In oktober 1944 werd zij alsnog overgebracht naar Horneburg, een buitenkamp van Neuengamme, waar ze in de haven te werk werd gesteld. Na een mislukte ontsnappingspoging van een medegevangene werd de hele groep teruggestuurd naar Ravensbrück. Daar overleed zij, onder welke omstandigheden is onbekend. Het ministerie van Justitie stelde in 1951 formeel vast dat zij op 4 maart 1945 was overleden. 
Theo Stoppelman overleed in Groß-Rosen, terwijl zus Marie de oorlog overleefde. Zij schreef het boek Tussen leven en dood in Auschwitz over haar oorlogservaringen. Zus Neeltje keerde nooit meer terug naar de Wolfswaard. Zij trok in bij haar ouders en later bij haar jongere zus. Eltien Krijthe en Marie Stoppelman bleven hun hele leven lang bevriend.
Neeltje Krijthe pakte haar werk aan de Landbouwuniversiteit Wageningen weer op. Zij groeide uit tot een internationaal expert op het gebied van pootaardappelen.

## Postuum
Eltien en Neeltje Krijthe ontvingen in 1973 van het Israëlische holocaustcentrum Yad Vashem eretitel Rechtvaardige onder de Volkeren. Eltien Krijthe staat vermeld op de gedenksteen in de aula van de Wageningen Universiteit en op het  Monument voor de gevallenen aan de Costerweg in Wageningen.
In 2021 noemde de gemeente Wageningen een straat naar de zussen: Krijthehof.